# Período pré-dinástico do Egito
Período pré-dinástico Egito (anterior a 3 100 a.C.) é a denominação tradicional empregada para o período que transcorreu entre o Neolítico Tardio e o início da monarquia faraônica formada pelo rei Menés (ou Narmer). As datas do período pré-dinástico foram inicialmente definidas antes da escavação geral do Egito ter ocorrido, e descobertas recentes mostram que o desenvolvimento pré-dinástico foi muito gradual causando nos estudiosos uma discussão sobre quando exatamente o período pré-dinástico terminou.
O período pré-dinástico é geralmente dividido em períodos culturais que adquirem o nome do lugar onde um determinado tipo de assentamento egípcio estava localizado. Contudo, o mesmo desenvolvimento gradual que caracteriza o período protodinástico está presente durante todo o período pré-dinástico e as individuais "culturas" não devem ser entendidas como entidades separadas, mas divisões, como em grande parte subjetivas, utilizadas para facilitar o estudo de todo o período.
O período pré-dinástico foi precedido pelo neolítico Badariano (4 400 a.C. — 3 900 a.C.) e por outras culturas nilóticas, incluindo a cultura de Nabta Plaia, a cultura Tasiana, a cultura de al-Fayyum e a cultura de Merinde.
A maioria dos sítios arqueológicos escavados no Egito provém do Alto Egito, pois as inundações do Rio Nilo foram mais fortes na região do Delta, e a maioria dos sítios do Delta do período pré-dinástico já foram enterrados por completo.

## Período pré-dinástico
O período pré-dinástico abrange de 4 000 a 3 000 a.C., momento caracterizado por um intenso processo de desertificação (as atuais condições climáticas egípcias foram estabelecidas), o início da agricultura integralmente sedentária e a padronização da cultura ao longo de toda o Egito; as práticas médicas egípcias mais antigas foram datadas deste período. Ao longo do pré-dinástico as culturas egípcias que compunham as comunidades ribeirinhas do Nilo começaram a se unificar e formar pequenos Estados ao longo do Nilo; segundo a Pedra de Palermo o Egito se unificou em dois reinos, um no Alto e outro no Baixo Egito.

### Oásis de Dacla
Com base em quatro datas radiocarbônicas foi possível estabelecer que a cultura Xeique Muftá desenvolveu-se entre 3 800 e 2 900 a.C., embora autores como McDonald acreditem que possa ter existido durante um período maior. Seus sítios (talvez sazonais) estão associados aos sedimentos lacustres do oásis e podem ser divididos em dois períodos sujeitos ao contínuo processo de aridez enfrentado pela região a partir de 5 000 a.C. Seis esqueletos identificados evidenciam desnutrição, trabalho excessivo e morte prematura. Além disso, a ausência de cemitérios e de espólios tumulares é possível evidência de uma sociedade igualitária.
A indústria lítica se baseava em lascas produzidas com quartzo e suas principais formas eram furadores, raspadores, denticulados, pontas, lâminas de foices retangulares, facas bifaciais e pontas de flechas transversais; ferramentas de pedra moída, fragmentos de cobre e casca de ovos de avestruz foram evidenciados. A cerâmica era temperada com xisto ou quartzo e raramente decorada, possuía superfície estriada e/ou ondulada e seu interior e alças eram enegrecidas. A economia local se baseava na pecuária (ovinos, caprinos, bovinos), caça (antílopes, gazelas, lebres, javalis) e coleta vegetal (frutas e gramíneas).

### Baixo Egito
O período pré-dinástico é arqueologicamente muito mal representado no Baixo Egito devido as condições geográficas da região: os sítios por estarem em contato direto com o Nilo tendem a serem encobertos por camadas espessas de sedimentos produzidos pela aluvião do rio. A disseminação da cultura de Maadi-Buto em todo o Delta sugere maior uniformidade de conexões e cooperação em toda a região. Além disso, segundo Hoffman, "do ponto de vista materialista, o mais próximo contraste entre o Alto e Baixo Egito neste momento estava entre o mercantilismo crescente no norte e uma sociedade conspicuosamente consumidora e politicamente orientada no sul. No Alto Egito, comércio e metalurgia definem o tom em locais estrategicamente localizados como Maadi, enquanto no Alto Egito, estatuto social, sepultamento ritual público, e exibição dominaram a visão do mundo nacadano".

#### Cultura de Maadi-Buto
A Cultura de Maadi-Buto desenvolveu-se entre 3 800 e 3 200 a.C. (foi contemporânea de Nacada I-II) em sítios localizados no Delta e em Faium; Reynes e Seeher supõem, em vista do hiato ocupacional notado entre Omari e Maadi-Buto (4 400-3 800 a.C.), que possivelmente houve uma fase "pré-maadiana" que ainda não foi identificada. A cultura de Maadi-Buto começou a declinar no final de Nacada II, possivelmente devido ao expansionismo nacadano, visto que a Cultura de Nacada ambicionava obter o controle das rotas comerciais com o Oriente. No começo de Nacada III, Maadi já não existia e muitos dos seus sítios foram reocupados. Se tal processo deu-se por conquista ou infiltração é ainda uma questão em aberto. A cultura de Maadi-Buto representam um avanço significativo na complexidade social do Baixo Egito e, segundo as evidências (cronologia, arquitetura e artefatos correspondentes), possivelmente deva ter se desenvolvido a partir de influências híbridas, ou seja, tanto egípcias como palestinas.
O sítio de Maadi consiste em "restos de uma cidade em expansão" formada por um sítio principal relacionado com um cemitério (76 túmulos) e um sítio secundário relacionado com outro cemitério (450 túmulos humanos e 14 animais); as principais características do assentamento são cabanas ovais, estruturas em forma de ferradura, casas subterrâneas, estruturas retangulares (possivelmente currais), lareiras e silos (localizados nas bordas do assentamento). Paliçadas e longas valas estreitas compunham parte das defesas da cidade, no entanto, há evidência de que foi saqueada e queimada ao menos uma vez. O sítio de Saís possui três fases principais (neolítica, transicional e pré-dinástica) que transcorrem o período de 4 800 e 3 500 a.C. e são caracterizadas pela presença de cerâmica (especialmente as últimas duas) e restos faunísticos de animais, plantas domesticados e peixes. Tanto Saís como Buto são importantes sítios para a compreensão da origem da religião na área, tendo eles, desde o pré-dinástico, servido como centro de propagação cultual.
O sítio de Buto, dividido em sete camadas estratigráficas (estando entre elas uma camada transicional), apresentou-se como importante sítio do Delta durante o período final da cultura de Maadi-Buto tendo produzido abundante conjunto lítico e cerâmico comparável aos conjuntos encontrados em Maadi, Heliópolis e Uádi Digla. Segundo evidências localizadas nas primeiras duas camadas, os habitantes de Buto erigiram suas habitações com hastes de cana ou papiro. A camada transicional (marcada pela mudança de tipos de cerâmica) foi interpretada por alguns como evidência da substituição de uma cultura por outra, no entanto, há aqueles (Kohler e Wilkinson) que argumentam que tal camada influi numa expansão da tecnologia de cerâmica do Alto Egito e não necessariamente a expansão da Cultura de Nacada como evidenciado pelos novos modelos localizados (foram produzidos localmente). Buto, com base em artefatos descobertos in situ, possivelmente possuía conexões com culturas calcolíticas do corredor sírio-palestino e da Mesopotâmia. Além disso, possivelmente serviu como porta de entrada dos produtos comercializados pelas rotas comerciais do norte.
Os cemitérios maadianos localizam-se fora dos assentamentos e neles estão contidos enterros de jovens, homens e mulheres depositados em covas ovais ou circulares rasas envolvidos em papiros ou peles com espólio (pentes, pulseiras, conchas, paletas, pérolas, pigmentos, cerâmica, vasos de pedra e restos animais); crianças foram enterradas no interior dos assentamentos em vasos. Também foram evidenciados os primeiros exemplos de sepultamento animal. Em Heliópolis exemplos de túmulos orlados com blocos de pedra e madeiras sobre as lápides foram constatados. Inicialmente os adultos foram enterrados de forma recurvada e com as mãos no rosto; posteriormente foram colocados na cova com a cabeça para o sul e com o corpo pro lado direito.
A indústria lítica era baseada em sílex, quartzito e cristal de rocha e tinha como formas principais raspadores, facas com bordas retocadas, furadores, punções, buris e microburis, cunhas, brocas, machados, cabeças de clavas, mós, machados polidos, pilões, almofarizes, lâminas torcidas, pontas de flechas espigadas, foices unifaciais e cutelos. Cobre (machados com arestas de corte fino, cinzeis, punções, furadores, anzóis, agulhas, alfinetes e fios), ossos, chifres e madeira (furadores, punções, pentes, braceletes, varas, alças e tampas) também foram manufaturados; pigmentos (ocre, malaquita), paletas cosméticas (grauvaque), vasos de pedra (alabastro, calcário e basalto) e cabeças discoides de clavas são evidenciadas.
A cerâmica era temperada (palha, areia, calcita), decorada (incisões ou pinturas geométricas) e, segundo evidência, foi produzida à mão e aperfeiçoada com rodas; aparentemente as partes superior e inferior eram produzidas separadamente e depois unidas. A cerâmica localizada em Maadi foi dividida em cinco grupos: jarros globulares pretos e geralmente polidos; jarros ovoides marrom-avermelhados polidos com um anel na base; vasos vermelhos com parte superior preta; vasos vermelhos polidos com pouco tempero; vasos amarelos polidos sem tempero. Há exemplos de vasos antropomórficos, grandes jarros para armazenamentos (marrons, vermelhos, cinzas ou pretos polidos com lavagem em vermelho ou branco) e vasos importados da Palestina, Síria e Alto Egito. Cerâmicas encontradas em Heliópolis possuem, segundo Mortensen, relação com tradições autóctones, assim como palestinas: "A tradição cerâmica de Heliópolis é claramente relacionada com a tradição anterior no norte, encontrada em Merimde, Faium e el-Omari mas também mostra traços da tradição palestina: tempero com calcário moído, uso de lavagem de cal".
A economia era baseada na domesticação animal (ovinos, bovinos, caprinos, suínos, burros, cães), caça (hipopótamos, íbex, castores, tartarugas), pesca (peixes, mariscos), agricultura (trigo, cevada, linho, lentilhas, ervilhas) e comércio; importavam produtos do Oriente Próximo (madeira de cedro, nódulos de sílex, cerâmica, ferramentas de pedra, resinas, óleos, vinho, cobre, basalto), Alto Egito (pentes, cerâmica, marfim, paletas, cabeças de clava) e deserto Oriental (malaquita, manganês, cornalina, conchas, pérolas), assim como exportavam produtos para estas regiões: cerâmica, conchas e cereais para o Oriente; cobre, basalto e sílex para o Alto Egito.

### Alto Egito

#### Cultura de Nacada
O período nacadano ou nagadano 4 000-3 000 a.C. é caracterizado pela gradual evolução de tradições econômicas e socioculturais, maior hierarquização social evidenciada por diferenças crescentes em complexidade, tamanho e espólio tumular, trabalho artesanal mais elaborado e uma intensa agricultura mista no vale do Nilo; no deserto há um estilo de vida nômade ou semi-nômade baseada no pastoreio, caça e coleta vegetal. É um momento de grande uniformidade em todo o Egito: "Uma das coisas mais impressionantes e intrigantes sobre o Antigo Egito é a aparente rapidez e abrangência com que centenas de aldeias desconexas e funcionalmente semelhantes foram transmutadas numa unidade social, econômica e política organizada - o primeiro estado egípcio. Esta transmutação começou a cerca de 4 000 a.C., no sul, e rapidamente se espalhou para o norte, abrangendo a maioria do Egito em 3 000 a.C."; "Em 4 000 a.C. o solto conjunto de artefatos indicativos da fase cultural Nacada I esteve em uso em grande parte do vale do Nilo; pela fase de desenvolvimento conhecida como Nacada III, quase 600 anos antes do período faraônico, uma série de objetos típicos estava em uso em todo o país".

##### Cultura de Amira (NacadaI)

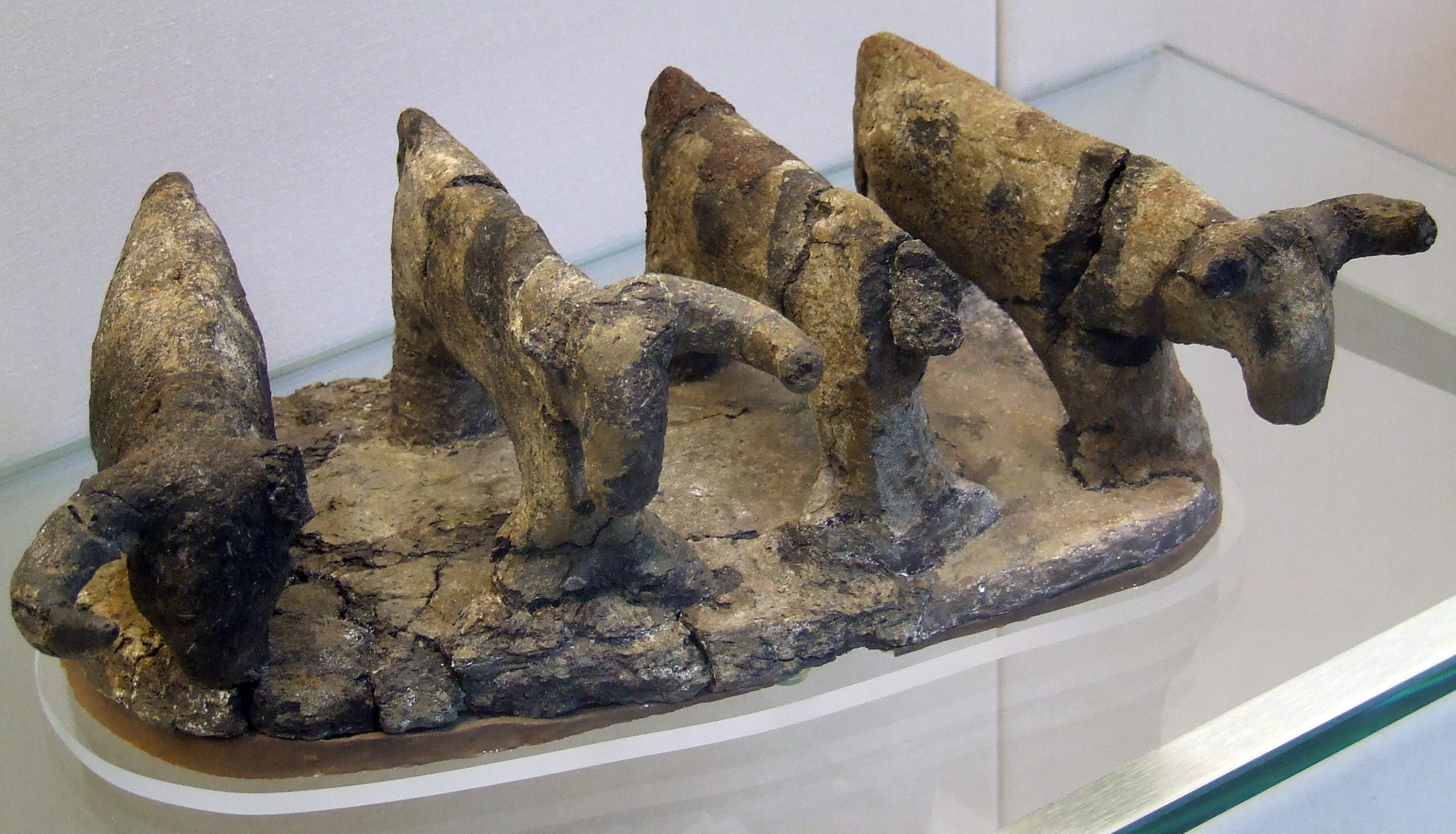
Modelo de barro de quatro bois (c.). Amira, hoje no Museu Britânico

A cultura de Amira (Nacada I) durou de 4 000-3 500 a.C. e foi principalmente atestada nos sítios de Amira (o primeiro sítio genuinamente amiratiano) e Nacada, embora tenha subsistido em outros sítios importantes (Hieracômpolis, Abidos, etc.). Nesse período ocorre a ascensão de elites regionais poderosas como evidenciado pelo espólio tumular sofisticado localizado em diversos cemitérios (especialmente o Cemitério T de Nacada), contudo, como ainda é inconclusivo como esse processo ocorreu no Alto Egito: alguns consideram que a adoção de um estilo agrícola plenamente sedentário no Alto Egito, em vista da imprevisibilidade das cheias do Nilo, obrigou cidades e povoações a unirem-se entre si num sistema inter-regional que permitiu mudanças importantes nas condições econômicas e competição socioeconômica. Além disso, impulsionou o gradativo surgimento de Estados locais e uma elite dominante (vinculada a seu poder político por formas ativas e simbólicas) dotada de contingente militar que geriu o novo meio econômico. Outros afirmam que tal processo foi consequência da grande especialização artesanal decorrente do comércio com regiões distantes (Oriente Próximo, Núbia).

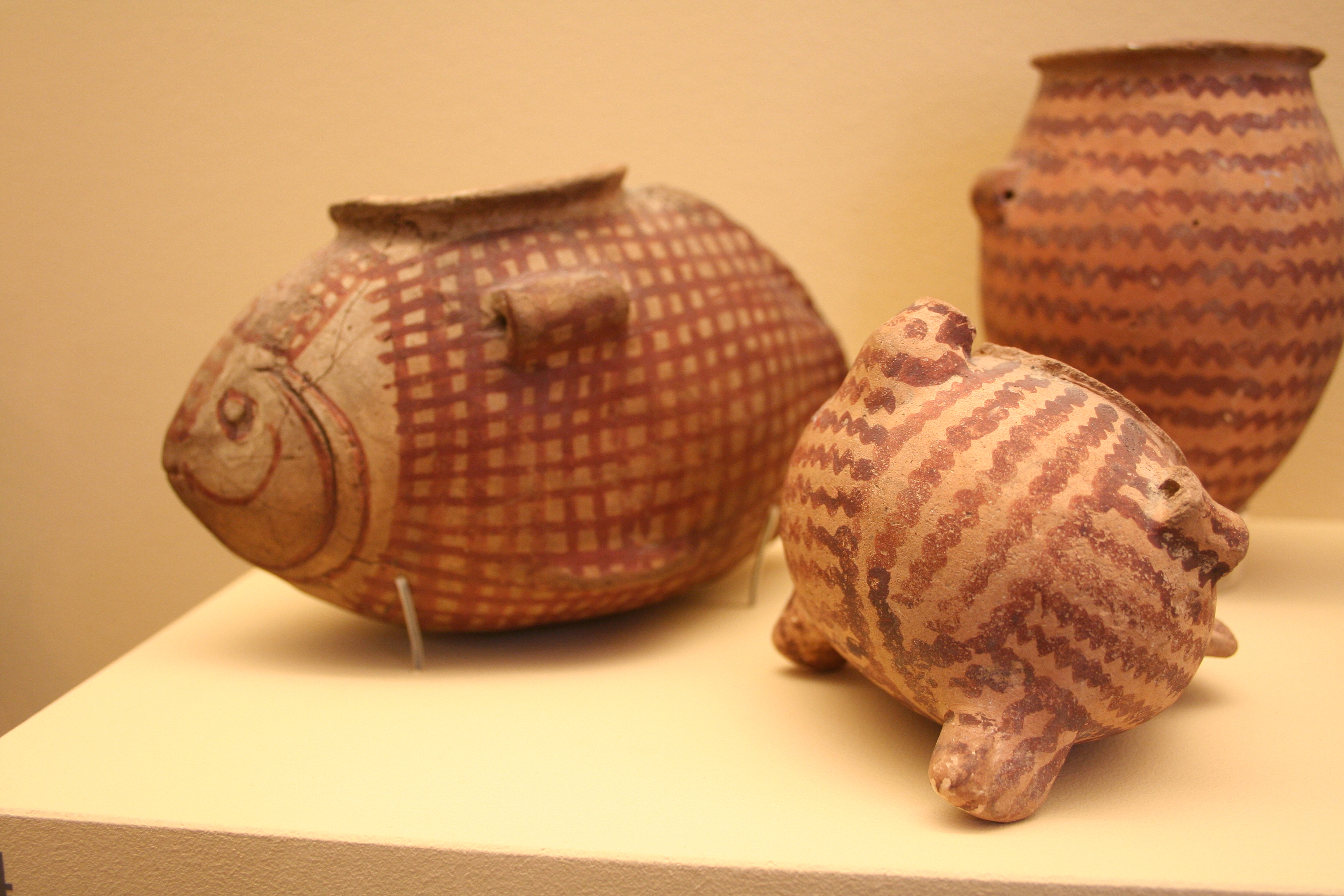
Cerâmica de Nacada I com motivos geométricos

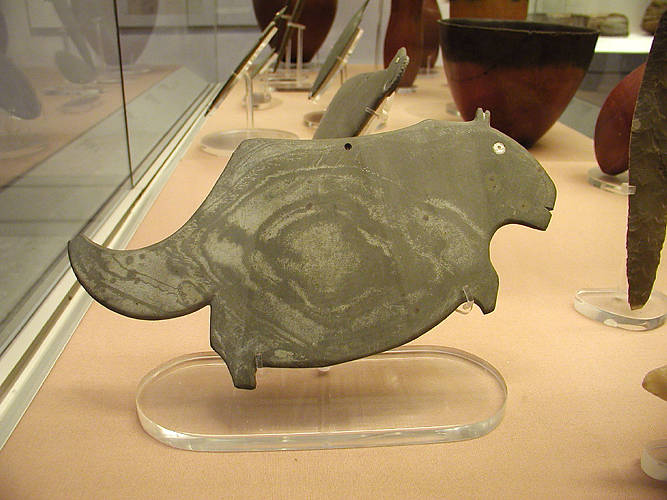
Paleta cosmética com forma de hipopótamo. Museu Britânico

Muitos sítios evidenciam fases ocupacionais distintas (o que indica que eram sazonais) e suas residências eram produzidas no estilo pau a pique ou com paredes de vime, embora haja evidências de que no final do período as edificações eram erigidas com tijolos. Os sepulcros eram covas ovais onde os mortos eram depositados contraídos com a cabeça para o sul e o corpo para a esquerda, vestiam tangas, eram forrados por esteiras e, por vezes, possuíam almofadas de tecido ou couro sob a cabeça; enterros mais ricos possuíam projetos de sarcófagos de madeira ou argila e numeroso espólio tumular. Enterros de bovinos são evidenciados tendo estes possivelmente atendido a exigências rituais, pois em muitos túmulos ricos foram encontrados chifres.
A cerâmica vermelha com parte superior preta badariana continuou a ser produzida embora a tendência foi de vasos vermelhos com decoração abstrata (geométrica) ou figurativa (animais, pessoas, barcos); sua classificação esteve entre 30 e 39 no sistema de Datação Sequencial de Petrie. Eram produzidos manufaturados em osso e marfim (colheres, furadores, pentes, punções, agulhas, figuras humanas com barba triangular e toca), pedra (lâminas bifaciais com borda serrilhada, facas romboidais, cabeças de clavas discoides, vasos de basalto, contas de cornalina, paletas geométricas e zoomórficas de grauvaque e ardósia) e cobre (pinos, arpões, grânulos, pulseiras e imitações de ferramentas), assim como faiança e esteatita vítrea.
A economia era baseada na caça (gazelas, gansos, hipopótamos, crocodilos, elefantes, avestruzes), pesca, pecuária (ovinos, caprinos, suínos, bovinos, cães), agricultura (trigo, cevada, linho, ervilhas, vícias, frutas) e comércio (obsidiana, cobre, vasos, lápis-lazúli) com o Oriente Próximo (Palestina, Mesopotâmia, Afeganistão), Núbia e os oásis. A cidade de Nacada era conhecida na antiguidade como Nubt, que significa ouro, o que possivelmente indica que tal local prosperou durante o período graças a extração de tal minério do deserto.

##### Cultura Gerzeana (NacadaII)

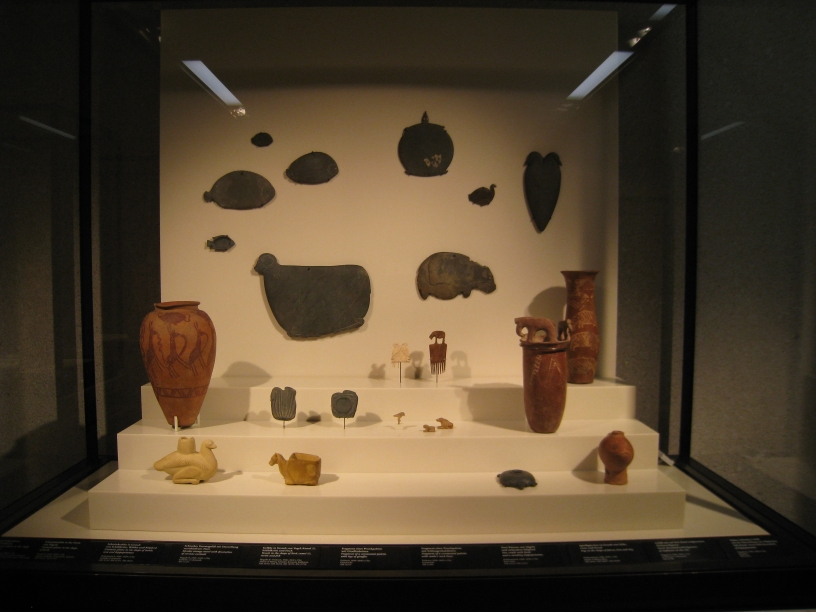
Cerâmicos, paletas cosméticas e estatuetas em marfim e osso de Nacada II. Museu Egípcio de Berlim

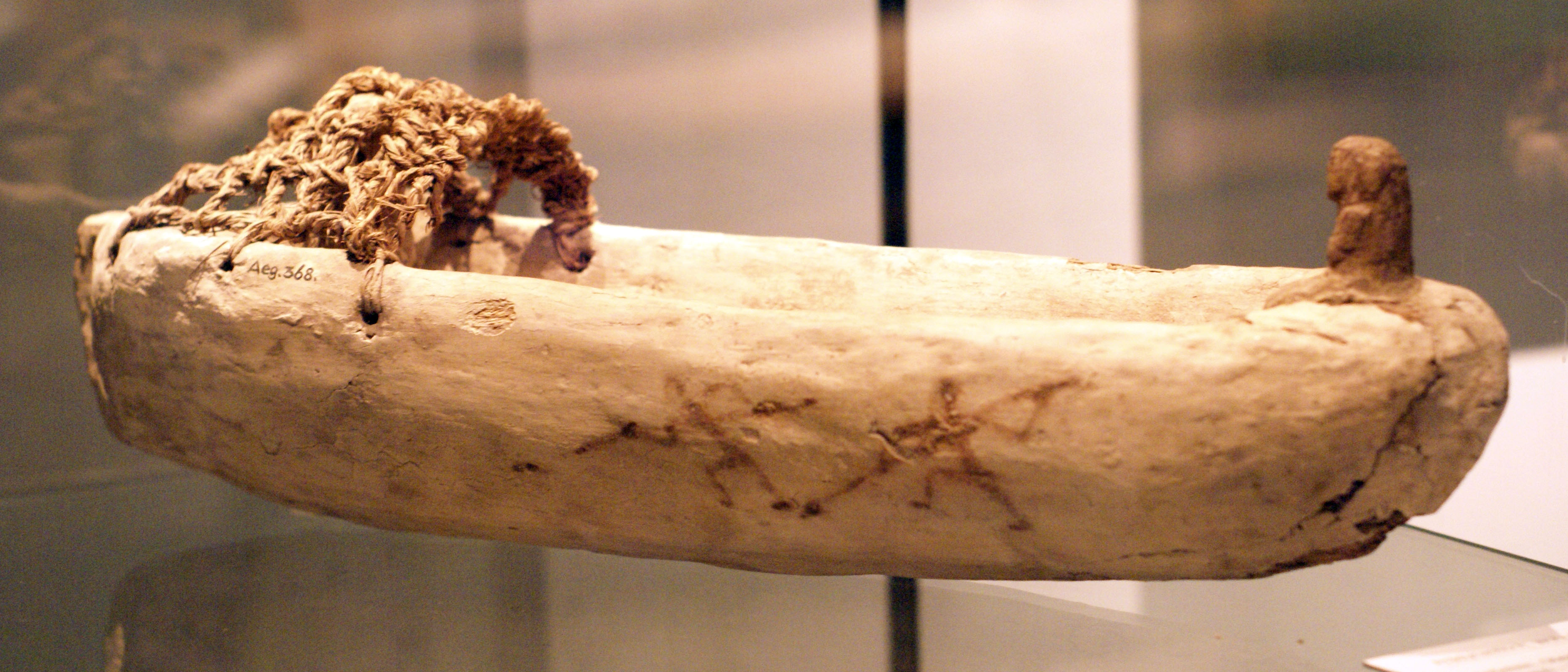
Modelo de barco em argila de Guebeleim.
Museu Histórico de Berna

A cultura Gerzeana (Nacada II) desenvolveu-se de 3500 a 3 200 a.C. nas regiões antes dominadas pelos amiratianos (a cultura de Amira prosperou por mais um tempo na Núbia) num momento em que a precipitação média regrediu no Egito o que influi em como o deserto foi incorporado à cultura. O número de assentamentos reduziu e centros urbanos como Guebeleim e Abadia são eclipsados; a então dominante Nacada é superada e talvez conquistada pela cidade de Hieracômpolis (mais ao sul). Os sítios remanescentes (agora murados com paredes de tijolos) e os cemitérios aumentaram como resultado do comércio com o exterior, desenvolvimento urbano, cultural e social, expansão territorial, crescente poder das elites regionais (monopólio comercial, guerras, ideologia e controle de recursos estratégicos) e formação de grandes reinos no Nilo (Hieracômpolis e Abidos são os principais) que conflitaram entre si por hegemonia e melhor acesso às terras férteis. Além disso, a sociedade gerzeana expandir-se-ia rumo ao delta do Nilo, com sua influência alcançando o norte do Sinai.
A economia foi baseada na agricultura (trigo, cevada, linho), pecuária (bovinos, caprinos, ovinos, suínos, burros, e cães), pesca, caça (perdeu muito de sua importância), extração mineral (cobre e ouro) e comércio (marfim, ébano, ouro, cobre, incenso, peles de gatos selvagens, óleos, pedras e conchas importados; alabastro, contas de ouro, faiança, lâminas e "cabeças bovídeas" exportados). Durante Nacada II houve um intenso comércio de contas de lápis-lazúli entre Egito e Mesopotâmia que pode ser dividido em duas fases: na primeira, o contato provinha de uma rota pelo norte através da Palestina e outra pelo sul através de Hama; na segunda, há contatos com assentamentos comerciais (Habuba Cabira e Nagar) no norte da Mesopotâmia.
A deterioração das condições climáticas possivelmente provocou migrações maciças das populações do deserto que, em meio a convergência com os habitantes do Nilo, provocaram a expansão da população e a necessidade de uma maior organização social para que houvesse adequada produção de alimentos. Partindo do pressuposto de que a população nilota era insuficiente para a irrigação artificial das lavouras, tal processo ocorria por meio de diques e bacias naturais, porém alguns autores sugerem que pequenos diques e canais eram erigidos para melhorar a distribuição da água.

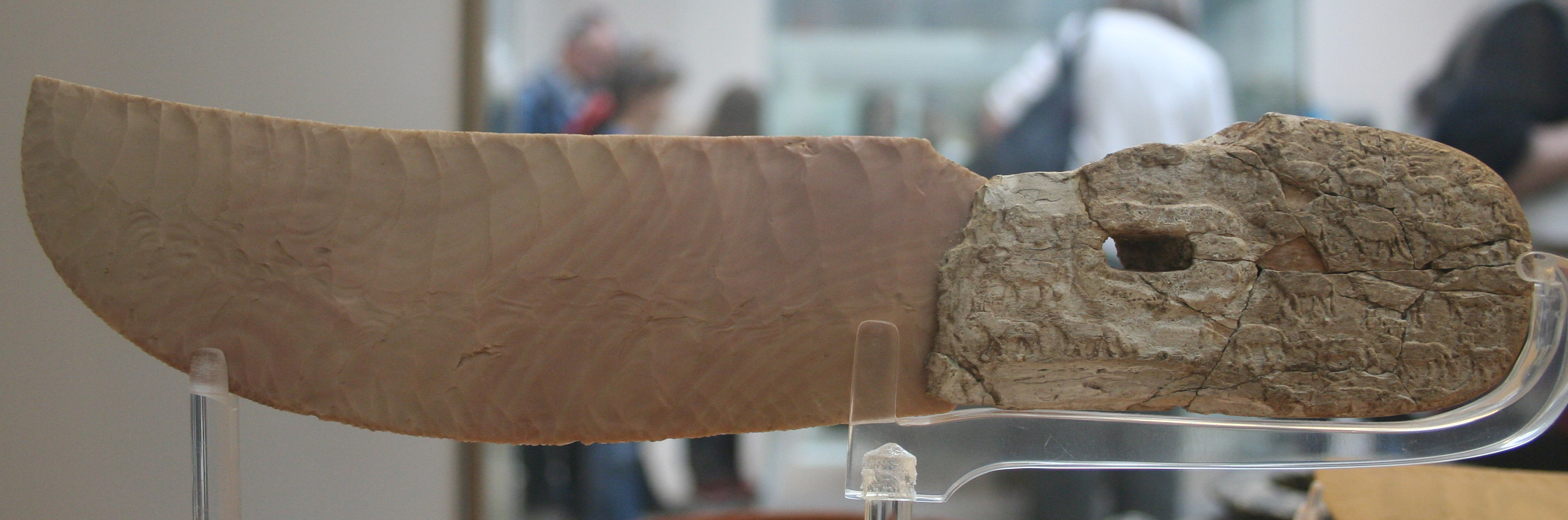
Faca Pitt-Rivers. Museu Britânico

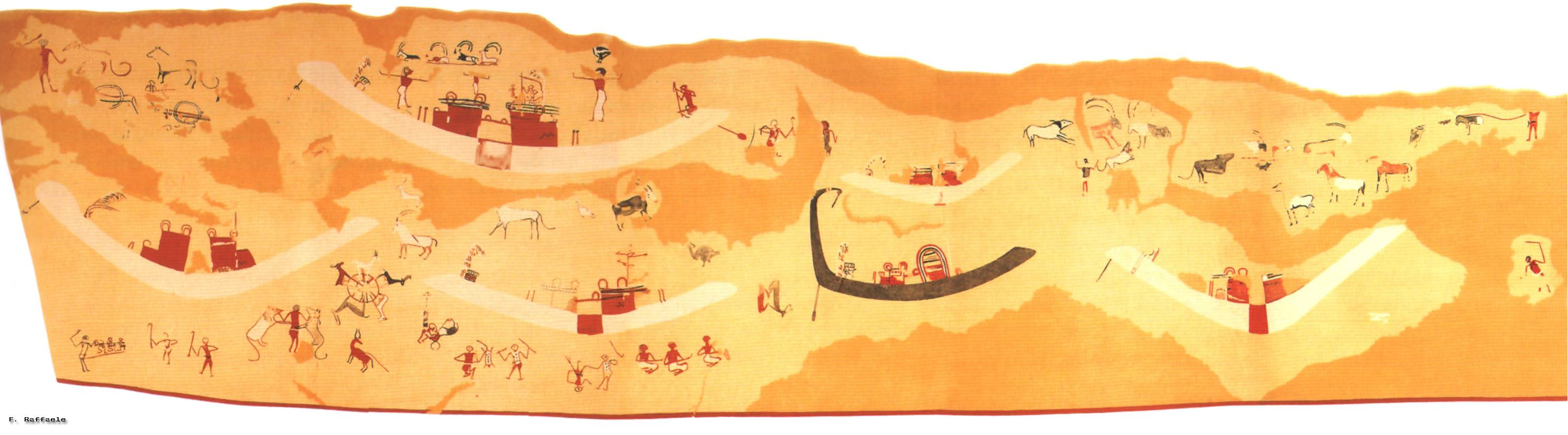
Túmulo 100 em Hieracômpolis

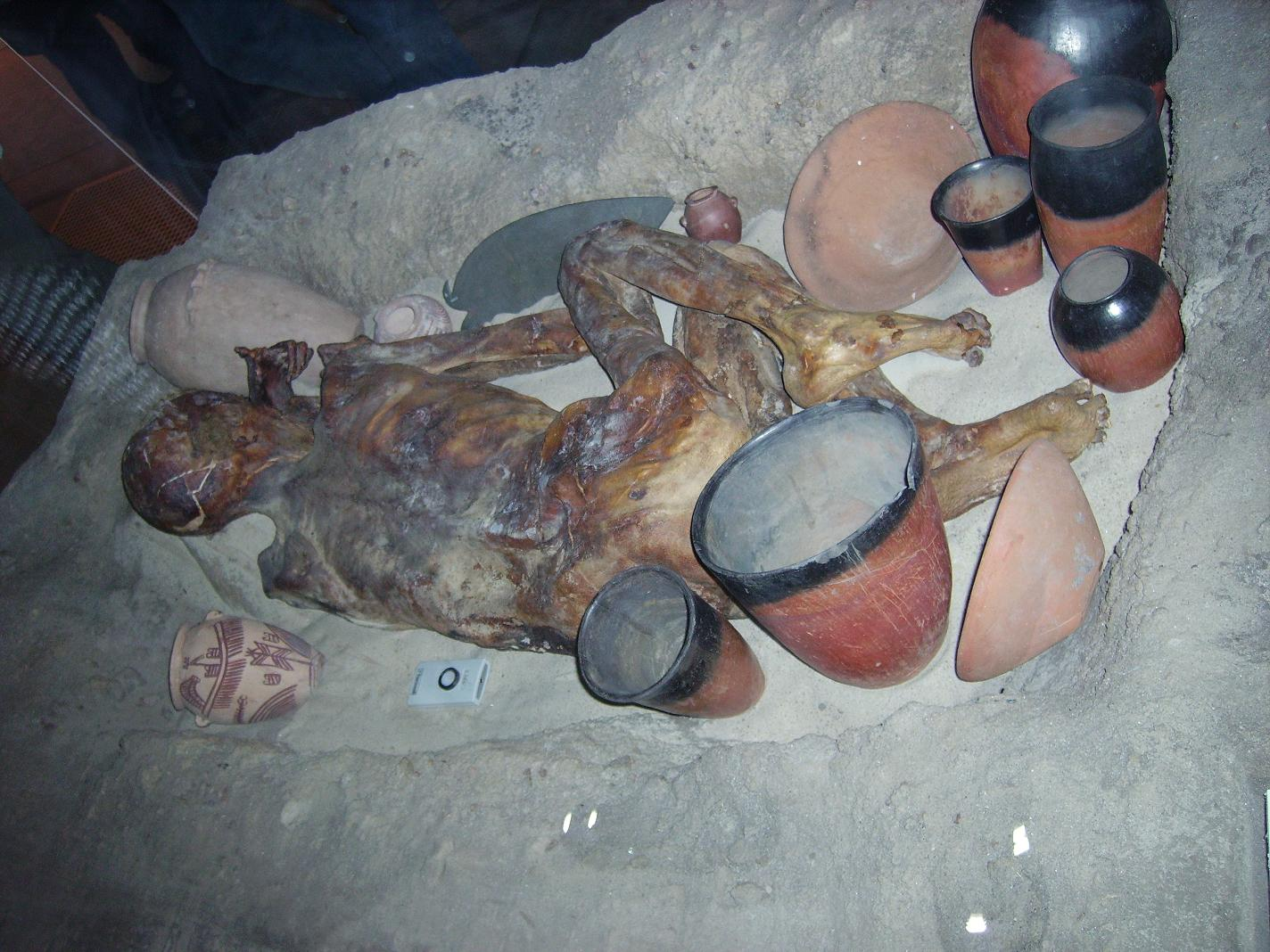
Ginger, uma das múmias pré-dinásticas de Guebeleim. Museu Britânico

Os túmulos mais simples eram covas retangulares, ovais ou circulares com pouco espólio tumular; os mais elaborados eram retangulares e possuíam compartimentos construídos com tijolos para armazenamento do espólio. Caixões feitos com madeira ou cesta forrada com barro eram utilizados em inumações adultas, além disso, os corpos eram forrados com esteiras ou panos de linho; crianças eram sepultadas em vasos de cerâmica.
É evidente com base nos achados que no seio da sociedade havia número ascendente de artesãos especializados que produziam produtos consumidos pela elite e também pelo comércio com o Oriente Próximo; estilos decorativos (bovinos, barcos) e artísticos (formas e tamanhos) característicos da civilização egípcia começam a ser aprimorados como evidenciado nos ornamentos da Tumba 100 de Hieracômpolis (jazigo de um grande líder local); o sentimento religioso egípcio também começa aflorar (o primeiro templo egípcio é erigido em Hieracômpolis).
À cerâmica é atribuída valores de 40 a 62, além disso, é evidente sua diferença em relação aos estilos anteriores. Um nova textura, conhecida como marga, é desenvolvida a base de carbonato de cálcio e argila; novos estilos (cerâmica D, L, R, e W) são criados: a cerâmica D é marrom-escuro sobre fundo creme com motivos decorativos abstratos (geométricos, barcos), animais e humanos pintados; a cerâmica R é marrom-avermelhada, temperada com palha, polida e decorada com motivos incisos; a cerâmica L é cinza-esverdeada ou rosa, temperada com areia e polida; a cerâmica W é produzida a partir de modelos maadianos tendo evoluído de formas globulares com alças distintas para formas cilíndricas com alças pequenas ou pintadas.
A gama de matérias primas utilizadas expande-se vertiginosamente: pedras coloridas, granito, sílex, calcário, alabastro, mármore, serpentina, basalto, brecha, gnaisse, diorito, calcita e gabro; a indústria lítica é composta por buris, lascas retocadas, raspadores finais, perfuradores, ferramentas apoiadas, cabeças de machados, bifaciais e entalhes. Paletas cosméticas (com relevos), vasos não-cerâmicos (pedra, marfim, cobre), joias (lápis-lazúli, conchas, faiança, madeira, marfim) armas, cabeças de clava em forma de pera, alfinetes (osso), pentes (madeira, osso, marfim) e figuras antropomórficas e zoomórficas (terracota) são visíveis entre os achados; uso de cobre (adagas, facas, enxós, machados, pontas de lança, arpões, anzóis, agulhas, anéis, pequenas ferramentas e ornamentos), ouro e prata é acrescido; esferas de ferro meteorítico são os mais antigos exemplos do uso de ferro no mundo.

##### NacadaIII

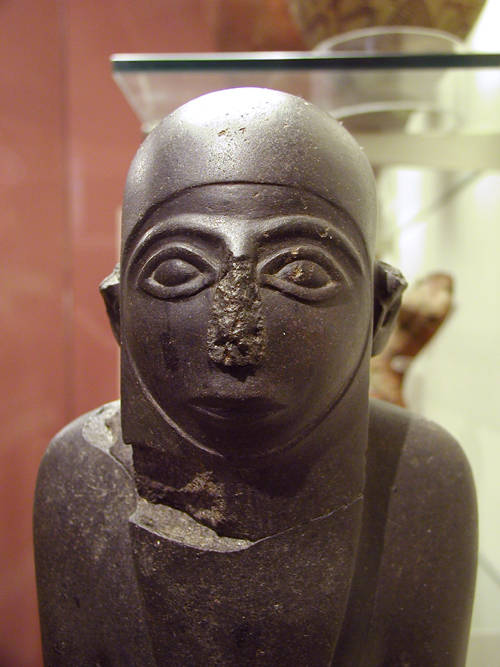
Homem MacGregor. Estátua de basalto, Museu Ashmolean

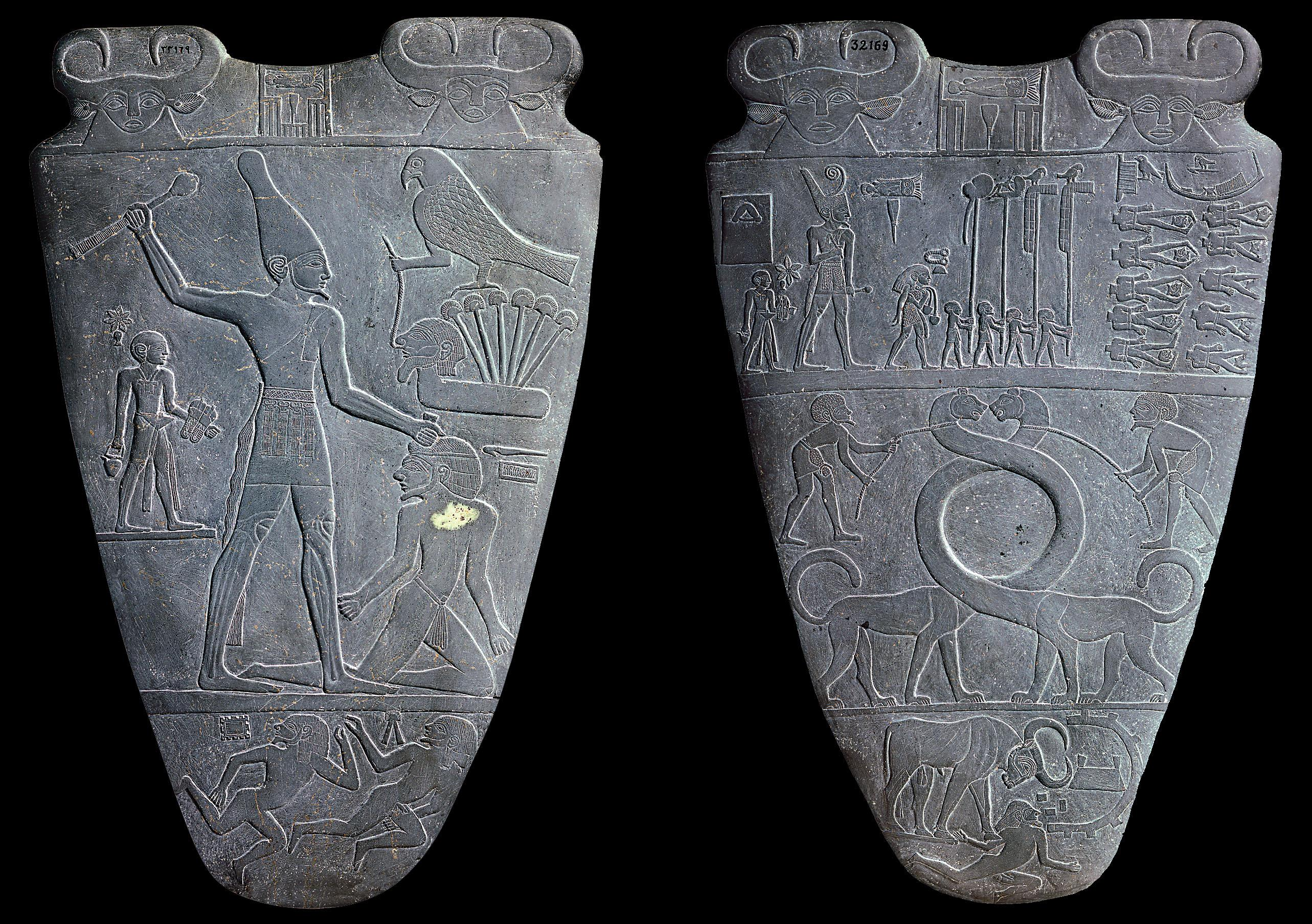
As duas faces da Paleta de Narmer

Nacada III ou período protodinástico desenvolveu-se de 3 200 a 3 000 a.C., e foi marcado pelo surgimento dos da escrita hieroglífica (talvez por influência da escrita mesopotâmica), narrativas gravadas em paletas, alguns dos costumes religiosos (como o uso de estelas) e deuses do panteão egípcio (Hórus, Bat, Seti, Necbete e Min) e práticas administrativas como indicado por marcas e sereques. Também se verifica uma acentuada elevação da produção agrícola durante o período devido ao maior número de áreas cultivadas e da melhoria das habilidades empregadas. e muitos sítios do delta dedicaram-se inteiramente ao comércio com o Oriente Próximo, enquanto os nômades do deserto Oriental, possivelmente devido a degradação das condições ambientais locais, foram ativos mediadores desse comércio.
Foi também nesse momento que ocorreu a unificação e formação do Estado egípcio. Esse episódio ainda não é totalmente compreendido, tendo sido propostas várias teorias: a formação de Mênfis (adquiriu importância como centro comercial, administrativo e cultural) dominação gradual (mesopotâmica, núbia, deltaica ou alto egípcia), integração regional (alianças, guerras e trocas culturais), comércio (o que explicaria o abandono de alguns sítios deltaicos em detrimento de outros), pressões populacionais (do sul ao norte) ou uniformidade religiosa.
O maior centro de poder era Abidos, embora Hieracômpolis manteve muito de seu poder devido a seu acesso privilegiado às rotas comerciais do sul, assim como as minas da Núbia. Além destes, outros centros de relevância eram Buto (não deixou de ser ocupado) no delta, Nequebe, Abadia (embora já estivesse em declínio à época), Tinis e Mênfis (seu cemitério localizava-se em Sacará) no Alto Egito e Seiala e Custul na Núbia Inferior. Estes Estados delineariam os chamados nomos, a divisão administrativa do Egito na Antiguidade, que já deveria estar se formando. Ao mesmo tempo, Nacada eclipsou totalmente e talvez foi incorporada por outro Estado Os túmulos tornaram-se cada vez mais ricos e eram construídos com tijolos. Os mortos eram depositados em sarcófagos de madeira ou argila de forma contraída para a esquerda e com a cabeça para o sul; há frequência de inumações múltiplas e de crianças e os mortos eram acompanhados com rico e diversificado espólio tumular. Além disso, aparecem os primeiros cemitérios régios egípcios.
Um termo contextual (dinastia 0) é empregado para agrupar todos os até então conhecidos líderes egípcios de Nacada IIIb-IIIc, embora não formaram uma dinastia concreta. Embora não totalmente aceite entre os egiptólogos, o termo dinastia 00 por vezes é atribuído para distinguir todos os líderes regionais atestáveis no Egito entre o período Nacada IIc-IIIa2. Até o período Nacada IIIa2 foram atestados em Nacada (cemitério T), Guebeleim, Abidos (Cemitério U) Hieracômpolis (tumbas 100 e 11), Custul (L24) e Seiala (137,1) túmulos possivelmente atribuíveis a importantes líderes regionais que emergiam do seio das famílias da elite mercantil egípcia.

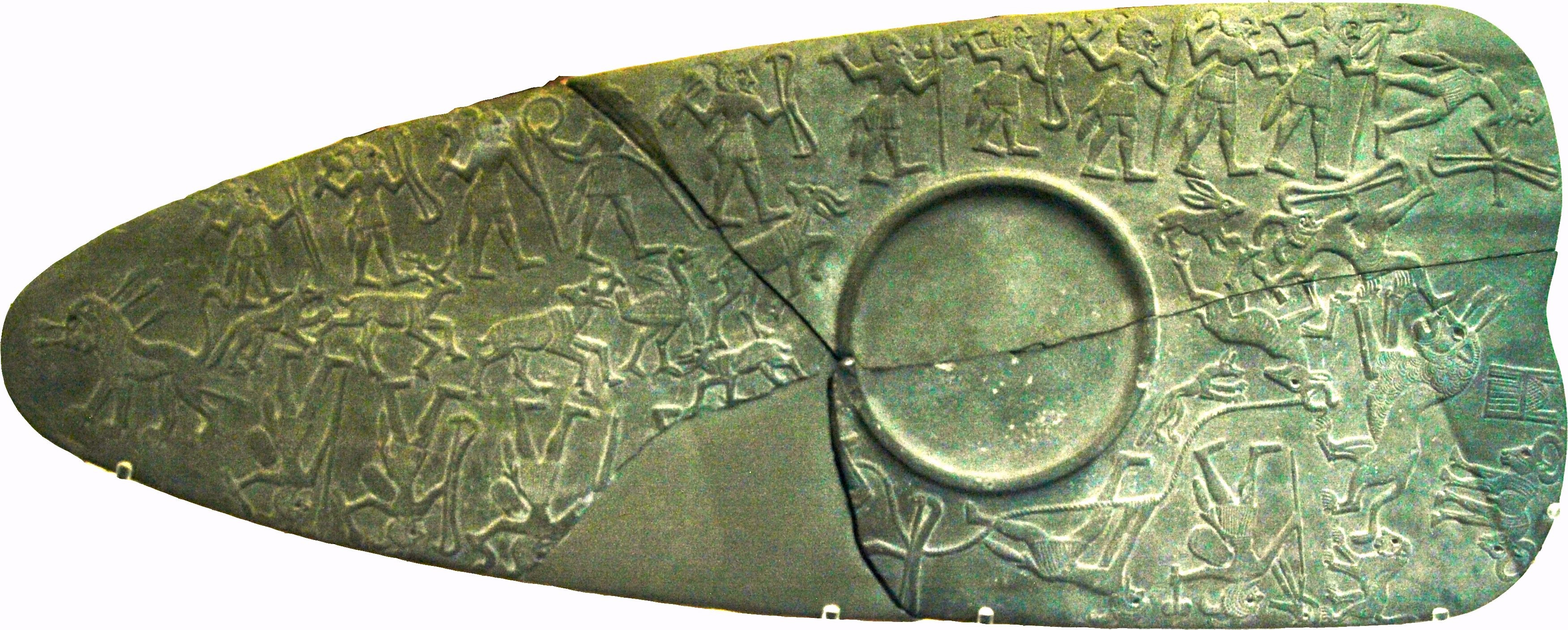
Paleta dos caçadores

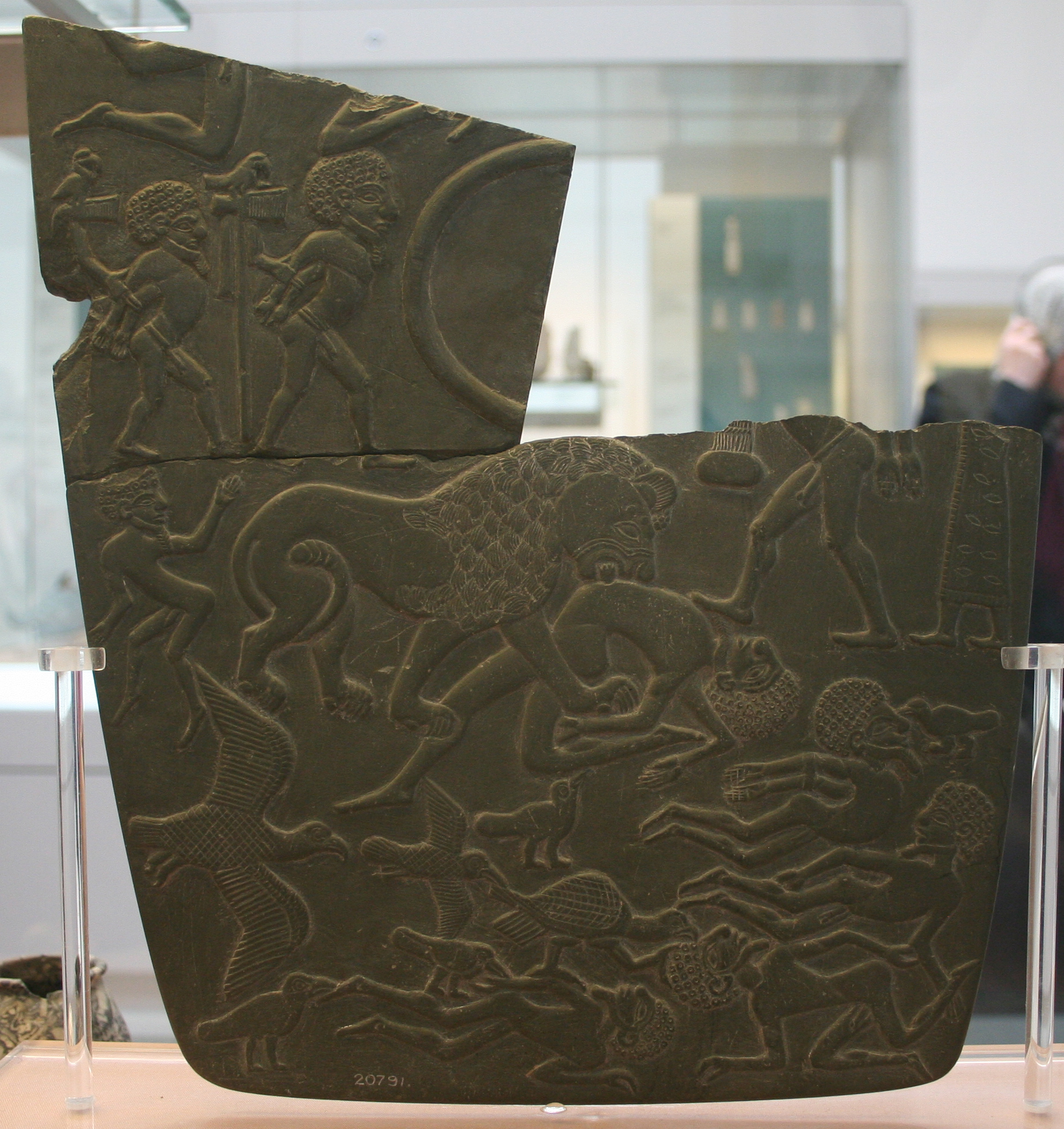
Paleta do Campo de Batalha

Cerâmicas incisas, paletas (sobretudo a Paleta Líbia) e um grafite nos Colossos de Copto forneceram os nomes de possíveis reis locais que reinaram até a ascensão dos reis tinitas: Órix, Concha, Peixe, Elefante, Touro, Boi I (?) Cegonha, Canídeo, Boi II, Escorpião I, Falcão I, Mim + planta [...] Falcão II, Leão, Falcão Duplo (e sereques no Sinai e delta) [...] Iri-Hor, Cá, Escorpião II, Narmer; talvez houve dois Touros, o dos colossos (Touro I) e outro da Paleta do Touro (Touro II); Escorpião I, cuja tumba (U-j, Abidos) tinha muitos bens e os primeiros hieróglifos sabidos, foi associado a um grafite de Gebel Tjauti, no deserto entre Abidos e Nacada, que exibe possível vitória sobre outro rei. Há também outros achados com sereques: Hate-Hor (túmulo 1702 em Tarcã), Ni-Hor (Tora e Tarcã), Hedju-Hor (delta Oriental e Tora) e Crocodilo (túmulos 315, 414 e 1549 de Tarcã), que acaso foi usurpador no tempo de Narmer. Alguns dos primeiros faraós tiveram seus jazigos detectados: Iri-Hor (túmulo B1-B2, Abidos), Cá (túmulo B7-B9, Abidos), Escorpião II (quem sabe 4ª camada do túmulo B50 em Abidos ou túmulo 1 do local 6 em Hieracômpolis) e Narmer (túmulo B17-B18, Abidos).
Outro grafite de Gebel Xeique Solimão e duas cabeças de clavas pertenceram ao rei Escorpião II. Evidências apontam que ele tentou unificar militarmente o Egito, mas conseguiu apenas ampliar seus domínios até Mênfis. O reinado do governante seguinte, Narmer, é caracterizado por marcante evolução em diversos aspectos culturais egípcios. Segundo teorias clássicas, foi durante seu reinado que o Egito unificou-se, tendo sido considerado como o primeiro rei dinástico; foi possivelmente o único a terminar a contínua rivalidade dos líderes abideno-tinitas com aqueles de Hieracômpolis, presumivelmente através do reconhecimento da autoridade da última com concessões do rei às famílias locais poderosas. Em Hieracômpolis foram identificados diversos artefatos pertencentes a Narmer, entre eles sua cabeça de clava, sua paleta e um cilindro de madeira com decoração incisa.

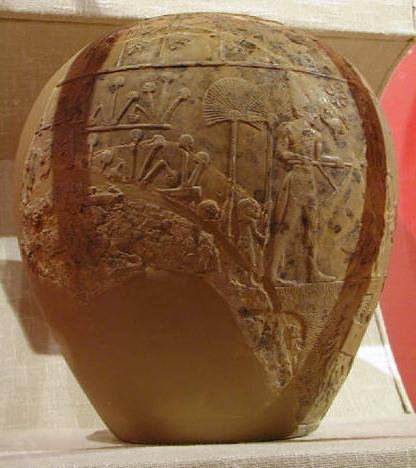
Cabeça de clava de Escorpião II, Hieracômpolis. Museu Ashmolean
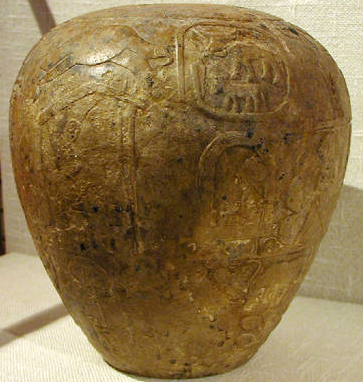
Cabeça de clava de Narmer, Hieracômpolis. Museu Ashmolean
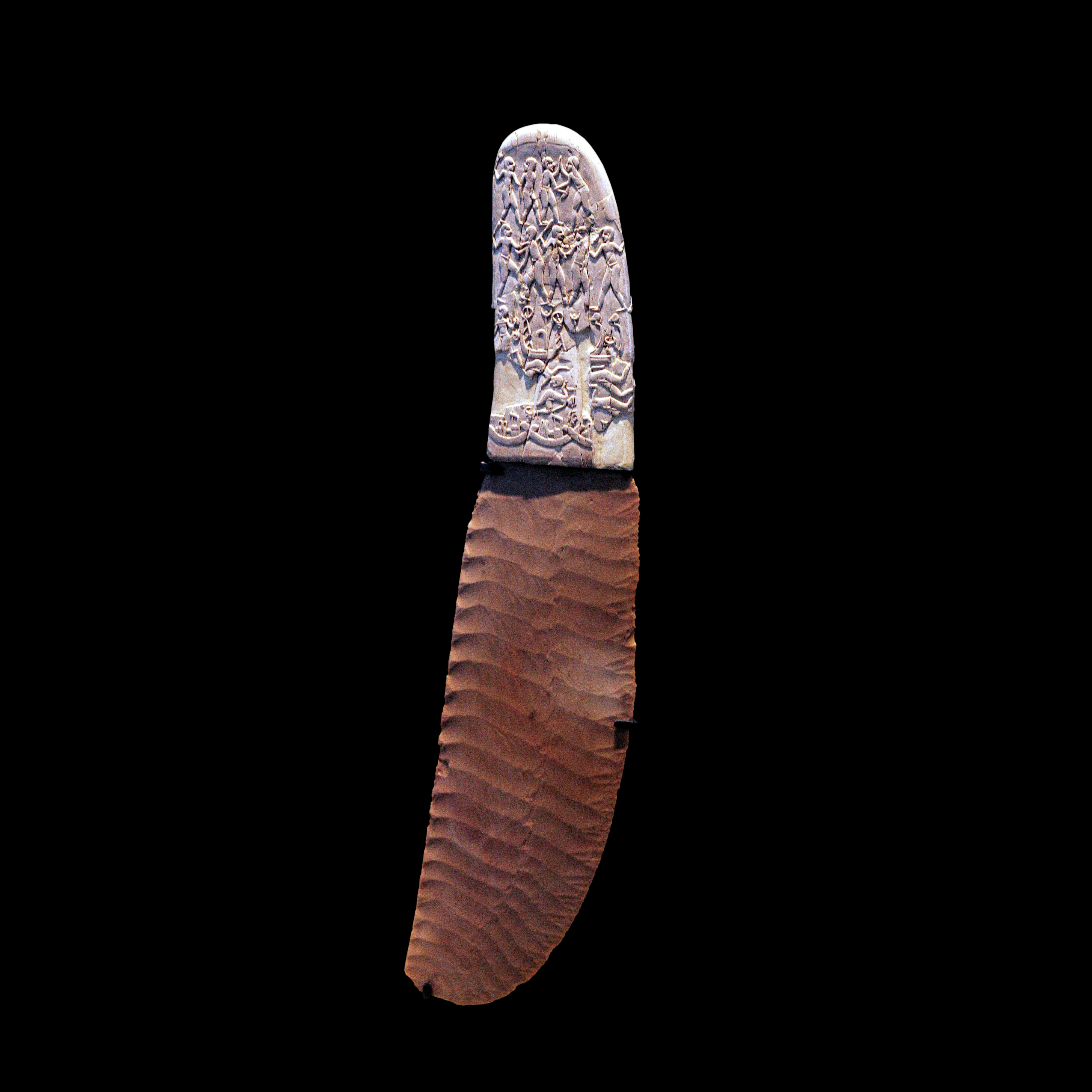
Faca de Gebel Alaraque, Abidos. Museu Britânico
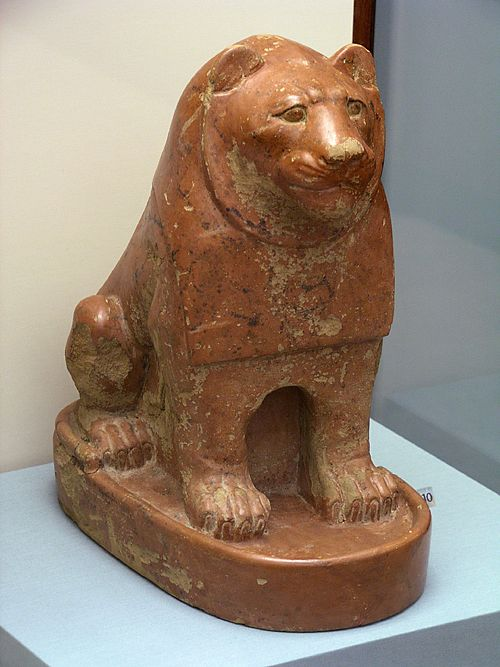
Cerâmico em forma de leão de Hieracômpolis
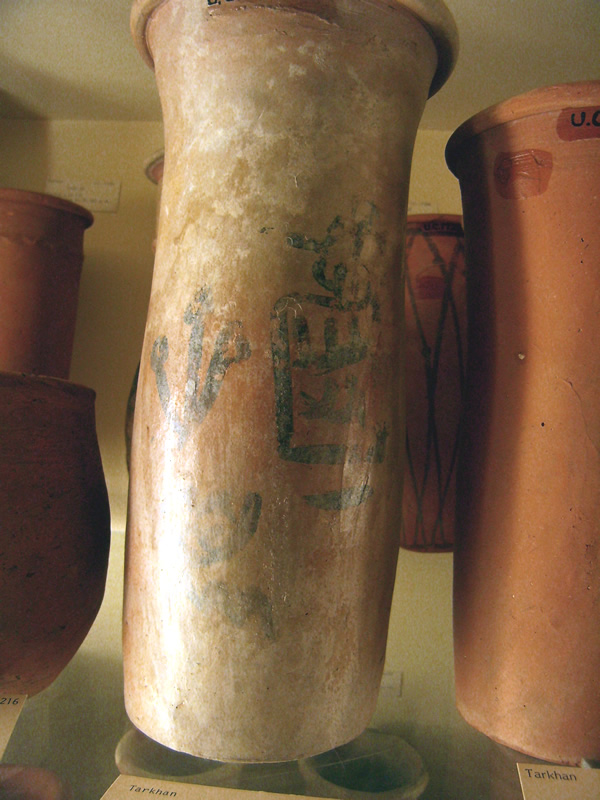
Cerâmico com sereque de Cá, Museu Petrie

### Núbia

#### Cultura Cartum Neolítico
A cultura Cartum Neolítico desenvolveu-se entre 4 000 e 3 000 a.C. numa porção de sítios localizados no Sudão Central. Em cemitérios como Cadero I foram identificadas evidências (quantidade de espólio tumular nos jazigos e localização dos túmulos mais ricos) de estratificação social; figurinhas femininas e sacrifícios humanos são inovações importantes; crianças foram sepultadas em vasos fora dos cemitérios. A economia era baseada na caça (búfalos, hipopótamos, girafas, antílopes, lebres, crocodilos, tartarugas, mangustos, chlorocebus pygerythrus, chacais, gatos selvagens, facoqueros, leões e bubalinas), pesca (tilápias, clarias, percas, synodontis e moluscos), coleta (Acacia sp., Celtis integrifolia, dendezeiros, Hyphenaena thebacia, Ziziphus sp., Citrullus sp., Urochloa panicoides, Setaria sp., Sorghum verticilliflorum, S. bicolor ssp.) e criação animal (ovinos e caprinos).
A indústria lítica (baseada em rochas pré-cambrianas, seixos do Nilo, quartzo, quartzito, riólito, arenito, sílex e madeira petrificada) têm como principais formas os lunares, raspadores (laterais e finais), gravadores, goivas, lâminas, lamelas, entalhes, denticulados, furadores, lascas parcialmente retocadas, crescentes, buris, martelos, mós, machados, cabeças de clava, segmentos, celtas e pedras moídas; amoladores, pilões e paletas também foram identificados. Arpões, celtas, anzóis, facas, pentes curvados, agulhas, furadores, plugues nasais e labiais e contas foram produzidos com osso, assim como anéis de marfim e contas de cornalina. A cerâmica era suavizada ou polida, temperada (quartzo e plantas) e decorada (linhas retas incisas, utensílios triangulares impressos, linhas retas pontilhadas, ziguezagues e impressões lineares); principalmente é formada por vasos globulares com a boca aberta e o fundo arredondado; exemplos de cerâmica vermelha com parte superior preta são evidentes.

#### Grupo-A
O Grupo-A desenvolveu-se na Núbia entre 3 800 e 2 900 a.C. entre Assuã e a Segunda Catarata, tendo ela sido considerada como a cultura mais importante da Baixa Núbia durante o IV milênio a.C. Foi sucessora das culturas Abcana e Cartum Variante, desenvolvendo-se contemporaneamente com a Cultura de Nacada que tendeu a influenciá-la: artefatos do Alto Egito foram importados ou imitados e os cemitérios do Grupo-A continham rico espólio tumular. Entre o espólio tumular pode-se citar tigelas e pratos com superfície ondulada e incisões, vasos de paredes finas com padrões geométricos pintados em vermelho, tigelas e jarros egípcios para vinho, joias (pulseiras de marfim, plugues labiais, amuletos), seixos do Nilo, conchas de moluscos do mar Vermelho, espelhos de mica, ferramentas (pedra, cobre e osso), cabeças de clava e queimadores de incenso, ovos de avestruz incisos, paletas de quartzito, almofarizes, moedores e estatuetas de cerâmica e lápis-lazúli femininas, selos e impressões de selos; queimadores de incenso de arenito localizados em Custal continham cenas em baixo relevo que aparentam ilustrar faraós egípcios (os líderes utilizam a coroa do Alto Egito e aparecem ao lado de Hórus), contudo, atualmente se supõe que tais líderes eram líderes locais núbios que, possivelmente, influenciaram os póstumos faraós do Egito.
Os túmulos eram ovais, circulares ou retangulares com um ou dois nichos laterais e foram tampados com grandes lajes de pedra; há exemplos de túmulos em forma de colmeia com duas câmaras, uma sobreposta a outra. O interior dos túmulos eram revestido com barro ou tapetes. Há presença de inumações múltiplas, assim como de inumações animais (cães, ovinos, caprinos, bovinos, gazelas). Os corpos eram depositados de forma contraída para a esquerda com a cabeça voltada para o sul e foram envoltos em peles animais, linho ou esteiras.
A população total foi estimada em cerca de 20 000 pessoas que viviam a base de caça, pesca, coleta, agricultura (trigo, cevada, leguminosas), pecuária (cães, ovinos/caprinos, bovinos), importação (queijo, grãos, azeite, cerveja, faiança, vasos de alabastro, cornalina) e exportação de produtos (marfim, madeira, ébano, incenso, pedras preciosas, ouro, animais exóticos e possivelmente gado). Muitos exemplares de cerâmica produzida localmente tinham como finalidade imitar cestas (trançados) e cabanas (estrutura) e muitas vezes foram revestidos com ocre ou tinta e eram incisos ou perfurados, polidos e suavizados; há exemplos de vasos com o interior negro, assim como exemplares completamente enegrecidos.